# 所一彦
所 一彦（ところ かずひこ、1935年2月12日 - 2020年1月30日）は、日本の法学者。立教大学名誉教授。東亜大学教授。元日本犯罪社会学会会長・日本刑法学会理事・日本学術会議第16期会員(第3常置委員会委員長)。刑事法専攻。刑法の法社会学で業績を残す。北海道函館市出身。

## 経歴
- 1953年　北海道函館中部高等学校卒業
- 1957年　東京大学法学部卒業　東京大学法学部助手
- 1959年　立教大学法学部講師　のちに助教授　教授
- 2000年　立教大学定年退職・名誉教授　東亜大学大学院教授

## エピソード
1959年の立教大学法学部創設の際、刑事学（刑事政策）の担当教員に当時学士助手だった所を推薦したのが団藤重光である。ところが、東京大学の学士助手制度は3年で助手論文を仕上げるというものであるから、2年しか在籍していない所は助手論文が出来上がらずに講師になることになる。所自身が団藤に在籍年数を間違えたのではと尋ねたが、団藤は否定している。立教大学の定年は65歳であるから、彼の勤続41年は「最長不倒記録」である。（立教大学法学部のミニコミ誌『法学周辺』に掲載された所へのインタビューより）

## 著書

### 単著
- 『刑事政策の基礎理論』（大成出版社、1994年）

### 共著
- （橋本鍵一）『犯罪学』（新曜社、1977年）
- （澤木敬郎）『法とは何か　法学原理十二講』（北樹出版、1980年）
- （澤木敬郎）『法とは何か　法学原理十三講（増補版）』（北樹出版、1983年）
- （石村善助・西村春夫）『責任と罪の意識構造』（多賀出版、1986年）
- （沢登俊雄・星野周弘・前野育三）『新・刑事政策』（日本評論社、1993年）

### 編著
- 『犯罪の被害とその修復　西村春夫先生古稀祝賀』（敬文堂、2004年）

### 共編著
- （星野周弘・田村雅幸・山上皓）『日本の犯罪学（7）1978-1995』（東京大学出版会、1998年）
- （星野周弘・田村雅幸・山上皓）『日本の犯罪学（8）1978-1995』（東京大学出版会、1998年）